# Roman Weidenfeller
Roman Weidenfeller (Diez, 6 agosto 1980) è un dirigente sportivo ed ex calciatore tedesco, di ruolo portiere, rappresentante del Borussia Dortmund. Con la nazionale tedesca è stato campione del mondo nel 2014.

## Carriera

### Club

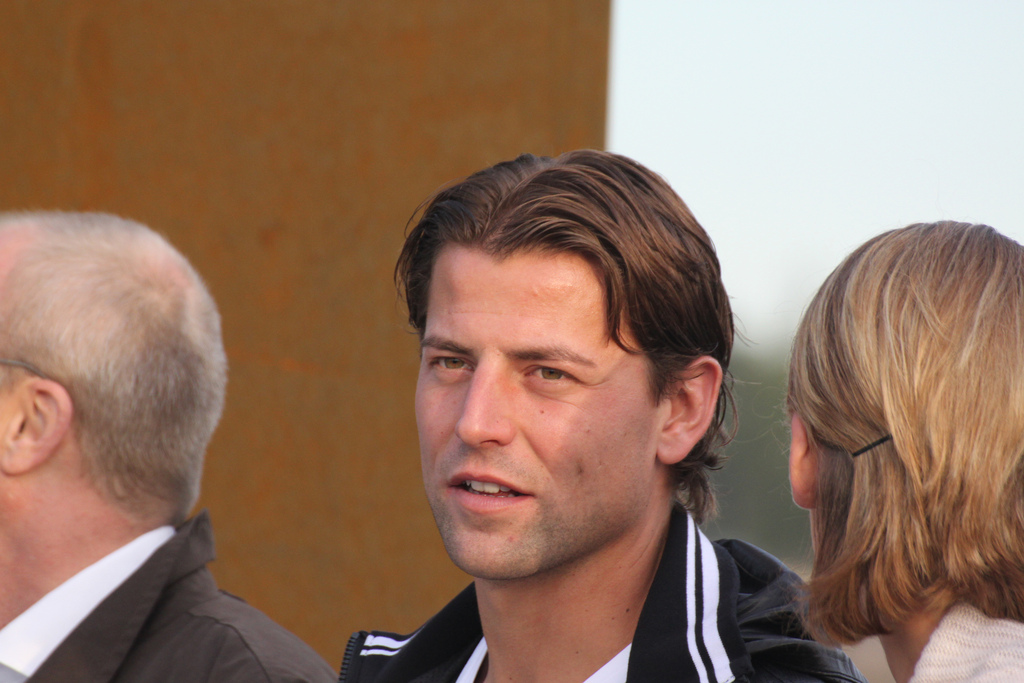
Weidenfeller nel 2010

#### Kaiserslautern
Fu scoperto nel 1997, quando fu votato miglior portiere del Mondiale Under-17. Nel 2000 si trasferisce dall'Esbaichtal al Kaiserslautern, per poi due anni dopo, nel 2002, passare a parametro zero al Borussia Dortmund, per rimpiazzare Jens Lehmann, appena trasferitosi all'Arsenal.

#### Borussia Dortmund
Le prime due presenze con la nuova maglia le trova in Coppa di Germania nelle sfide in casa del Conc. Ihrhove, finita 0-3, e del Friburgo persa invece 3-0. Il 16 novembre 2002 esordisce in Bundesliga con la maglia dei giallo-neri nella sfida casalinga contro il Monaco vinta 1-0. Conclude la prima stagione con i gialloneri con 13 presenze e 10 gol subiti tra campionato e coppa.
Il 12 agosto 2003 esordisce con il Borussia nella massima competizione europea ovvero la Champions League, nella partita persa per 2-1 sul campo dei belgi del Club Bruges. Il 24 settembre 2003 esordisce invece in Coppa UEFA nella partita vinta 2-1 sul campo dell'Austria Vienna. Dalla 17ª giornata in poi diventa una seconda scelta per il tecnico Matthias Sammer non riuscendo più a giocare una partita.
Torna titolare dalla 9ª giornata del campionato 2004-2005. Conclude la sua terza stagione a Dortmund con 27 presenze e 31 gol subiti totali. Il 15 ottobre 2005 regala il primo assist in carriera, in Bundesliga e con la maglia del Borussia Dortmund, nella partita pareggiata con il risultato di 3-3 sul campo della sua ex squadra, il Kaiserslautern. Conclude la stagione con 25 presenze e 32 gol subiti in tutte le competizioni disputate.

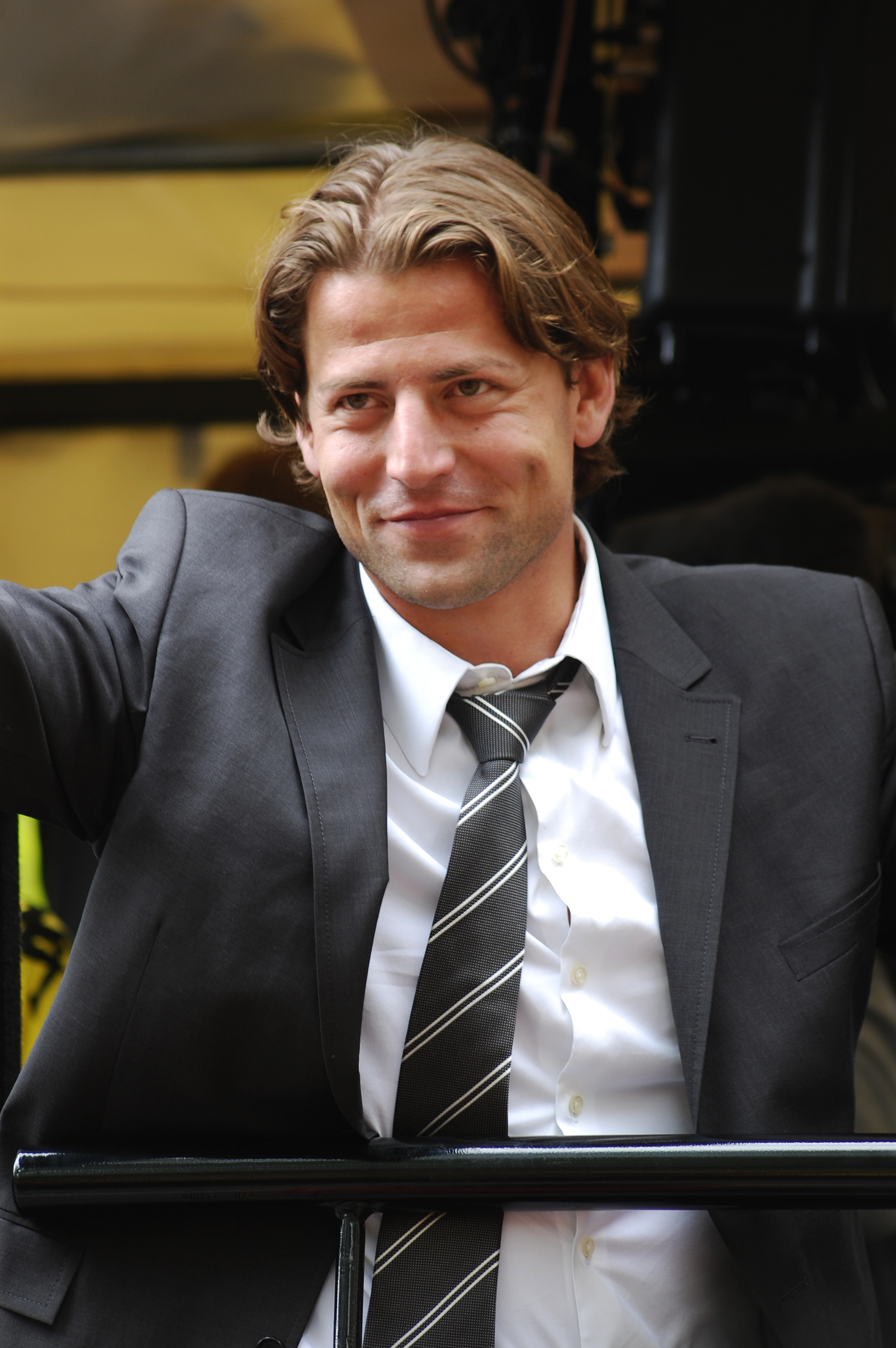
Weidenfeller nel 2011

Il 24 ottobre 2006 riceve il suo primo cartellino rosso in carriera nella partita persa 1-0 in casa contro l'Hannover 96 in Coppa di Germania. Alla fine della stagione è il giocatore con più presenze all'interno della squadra: gioca infatti per la prima volta tutte le partite in Bundesliga e le due partite in DFB-Pokal, ottenendo 36 presenze in totale.
All'inizio della stagione 2007-2008 viene squalificato dal giudice sportivo facendogli saltare tre partite. Il 2 febbraio 2008 si procura un infortunio alla spalla che lo costringe a star fuori dai giochi per due mesi. Il 13 aprile 2008 potrebbe tornare a giocare dopo aver smaltito l'infortunio alla spalla ma si procura uno strappo ai legamenti interni del ginocchio che lo terrà lontano dal campo fino a fine stagione.
Il 18 settembre 2008 torna a giocare in Coppa UEFA nella sconfitta interna per 2-0 contro l'Udinese. Conclude la stagione con 37 presenze e 41 gol subiti in totale. Il 17 gennaio 2010 è costretto a uscire dal campo per una lacerazione che gli farà saltare 4 partite durante il match vinto per 3-2 sul campo del Colonia. A fine stagione la squadra si qualifica per l'Europa League. Il 25 maggio 2013 disputa la finale di Champions League contro il Bayern Monaco, perdendola per 2-1.
Inizia la stagione 2013-2014 vincendo la Supercoppa di Germania ai danni del Bayern Monaco per 4-2. All'inizio della stagione viene nominato primo capitano della squadra togliendo così la fascia di capitano a Sebastian Kehl, capitano della squadra fino alla stagione 2012-2013. Il 25 gennaio 2014, in occasione della gara casalinga contro l'Augsburg (2-2), raggiunge quota 300 presenze in Bundesliga con la maglia del Borussia Dortmund.
La stagione 2014-2015 si apre con la vittoria della Supercoppa di Germania, battendo il Bayern Monaco con il punteggio di 2-0, lasciando la fascia di capitano del Borussia al difensore Mats Hummels. Nonostante una partenza eccezionale in campionato la sua squadra entra in crisi scivolando a metà classifica non riuscendo più a risalire concludendo la stagione al settimo posto. In Champions League la squadra viene eliminata agli ottavi di finale per mano della Juventus, mentre in coppa di Germania arriva fino in finale perdendola contro il Wolfsburg con il risultato di 3-1.
Nella stagione successiva avvengono due importanti avvenimenti: il cambio in panchina, Thomas Tuchel prende il posto del dimissionario Jürgen Klopp, e viene relegato al ruolo di secondo portiere dopo l'acquisto del portiere svizzero Roman Bürki. Mentre in Bundesliga gioca solo una partita in tutta la stagione, Darmstadt-Borussia Dortmund 0-2, in Europa League gioca quasi tutte le partite a parte due per infortunio. La sua squadra viene eliminata ai quarti di finale dal Liverpool del loro ex tecnico Jürgen Klopp. In coppa di Germania anche quest'anno perde la finale questa volta contro il Bayern Monaco dopo i calci di rigore.
Nella stagione 2016-2017 gioca la prima partita nella coppa di Germania contro l'Eintracht Trier mentre in Bundesliga arriva il 22 ottobre nel pareggio per 3-3 in casa dell'Ingolstadt. Il 22 novembre gioca la pazza partita di Champions League vinta 8-4 dalla sua squadra in casa contro il Legia Varsavia. L'11 aprile 2017, alla vigilia della partita di Champions League contro il Monaco, un'esplosione investe il pullman su cui viaggiavano lui e la sua squadra.

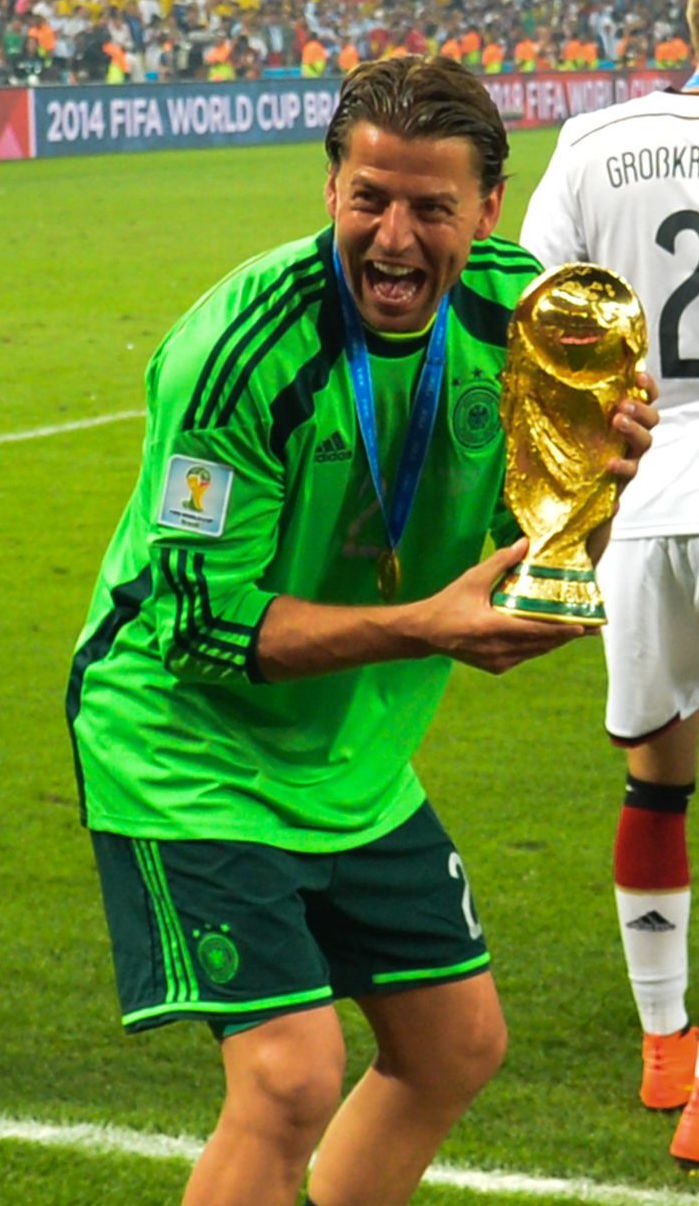
Weidenfeller festeggia la vittoria del Mondiale 2014

### Nazionale
In Nazionale Under-21 ha collezionato 3 presenze tra 1999 e 2001.
Ha esordito con la maglia della Nazionale maggiore il 19 novembre 2013 in Inghilterra-Germania, conclusasi con la vittoria tedesca per 0-1. Convocato per il Mondiale 2014, il 13 luglio 2014 si laurea campione del mondo dopo la vittoria in finale sull'Argentina per 1-0, ottenuta grazie al goal decisivo di Götze durante i tempi supplementari.

## Statistiche

### Presenze e reti nei club
| Stagione                 | Squadra                  | Campionato               | Campionato | Campionato | Coppe nazionali | Coppe nazionali | Coppe nazionali | Coppe continentali | Coppe continentali | Coppe continentali | Altre coppe | Altre coppe | Altre coppe | Totale | Totale |
| Stagione                 | Squadra                  | Comp                     | Pres       | Reti       | Comp            | Pres            | Reti            | Comp               | Pres               | Reti               | Comp        | Pres        | Reti        | Pres   | Reti   |
| ------------------------ | ------------------------ | ------------------------ | ---------- | ---------- | --------------- | --------------- | --------------- | ------------------ | ------------------ | ------------------ | ----------- | ----------- | ----------- | ------ | ------ |
| 2000-2001                | Kaiserslautern           | BL                       | 3          | -6         | -               | -               | -               | CU                 | 1                  | 0                  | -           | -           | -           | 4      | -6     |
| 2001-2002                | Kaiserslautern           | BL                       | 3          | -5         | CG              | 1               | -1              | -                  | -                  | -                  | -           | -           | -           | 4      | -6     |
| Totale Kaiserslautern    | Totale Kaiserslautern    | Totale Kaiserslautern    | 6          | -11        |                 | 1               | -1              |                    | 1                  | 0                  |             | -           | -           | 8      | -12    |
| 2002-2003                | Borussia Dortmund        | BL                       | 11         | -7         | CG+CdL          | 2+1             | -3 + -2         | UCL                | 0                  | 0                  | -           | -           | -           | 14     | -12    |
| 2003-2004                | Borussia Dortmund        | BL                       | 17         | -25        | CG+CdL          | 2+2             | -2 + -4         | UCL+CU             | 2+4                | -3 + -7            | -           | -           | -           | 27     | -41    |
| 2004-2005                | Borussia Dortmund        | BL                       | 26         | -30        | CG              | 1               | -1              | -                  | -                  | -                  | -           | -           | -           | 27     | -31    |
| 2005-2006                | Borussia Dortmund        | BL                       | 24         | -30        | CG              | 1               | -2              | Int                | 2                  | -1                 | -           | -           | -           | 27     | -33    |
| 2006-2007                | Borussia Dortmund        | BL                       | 34         | -43        | CG              | 2               | 0               | -                  | -                  | -                  | -           | -           | -           | 36     | -43    |
| 2007-2008                | Borussia Dortmund        | BL                       | 14         | -30        | CG              | 0               | 0               | -                  | -                  | -                  | -           | -           | -           | 14     | -30    |
| 2008-2009                | Borussia Dortmund        | BL                       | 32         | -35        | CG              | 3               | -4              | CU                 | 2                  | -2                 | -           | -           | -           | 37     | -41    |
| 2009-2010                | Borussia Dortmund        | BL                       | 30         | -30        | CG              | 3               | -4              | -                  | -                  | -                  | -           | -           | -           | 33     | -34    |
| 2010-2011                | Borussia Dortmund        | BL                       | 33         | -21        | CG              | 2               | 0               | UEL                | 8                  | -7                 | -           | -           | -           | 43     | -28    |
| 2011-2012                | Borussia Dortmund        | BL                       | 32         | -22        | CG              | 4               | -1              | UCL                | 6                  | -12                | SG          | 1           | 0           | 43     | -35    |
| 2012-2013                | Borussia Dortmund        | BL                       | 31         | -36        | CG              | 4               | -3              | UCL                | 13                 | -14                | SG          | 1           | -2          | 49     | -55    |
| 2013-2014                | Borussia Dortmund        | BL                       | 30         | -33        | CG              | 3               | -2              | UCL                | 9                  | -12                | SG          | 1           | -2          | 43     | -49    |
| 2014-2015                | Borussia Dortmund        | BL                       | 25         | -32        | CG              | 0               | 0               | UCL                | 7                  | -8                 | SG          | 0           | 0           | 32     | -40    |
| 2015-2016                | Borussia Dortmund        | BL                       | 1          | 0          | CG              | 0               | 0               | UEL                | 13                 | -16                | -           | -           | -           | 14     | -16    |
| 2016-2017                | Borussia Dortmund        | BL                       | 7          | -11        | CG              | 2               | -1              | UCL                | 2                  | -6                 | SG          | 0           | 0           | 11     | -18    |
| 2017-2018                | Borussia Dortmund        | BL                       | 2          | -4         | CG              | 0               | 0               | UCL                | 1                  | 0                  | SG          | 0           | 0           | 3      | -4     |
| Totale Borussia Dortmund | Totale Borussia Dortmund | Totale Borussia Dortmund | 349        | -389       |                 | 32              | -29             |                    | 69                 | -88                |             | 3           | -4          | 453    | -510   |
| Totale carriera          | Totale carriera          | Totale carriera          | 355        | -400       |                 | 33              | -30             |                    | 70                 | -88                |             | 3           | -4          | 461    | -522   |

### Cronologia presenze e reti in nazionale
| Cronologia completa delle presenze e delle reti in nazionale ― Germania | Cronologia completa delle presenze e delle reti in nazionale ― Germania | Cronologia completa delle presenze e delle reti in nazionale ― Germania | Cronologia completa delle presenze e delle reti in nazionale ― Germania | Cronologia completa delle presenze e delle reti in nazionale ― Germania | Cronologia completa delle presenze e delle reti in nazionale ― Germania | Cronologia completa delle presenze e delle reti in nazionale ― Germania | Cronologia completa delle presenze e delle reti in nazionale ― Germania |
| Data                                                                    | Città                                                                   | In casa                                                                 | Risultato                                                               | Ospiti                                                                  | Competizione                                                            | Reti                                                                    | Note                                                                    |
| ----------------------------------------------------------------------- | ----------------------------------------------------------------------- | ----------------------------------------------------------------------- | ----------------------------------------------------------------------- | ----------------------------------------------------------------------- | ----------------------------------------------------------------------- | ----------------------------------------------------------------------- | ----------------------------------------------------------------------- |
| 19-11-2013                                                              | Londra                                                                  | Inghilterra                                                             | 0 – 1                                                                   | Germania                                                                | Amichevole                                                              | -                                                                       |                                                                         |
| 1-6-2014                                                                | Mönchengladbach                                                         | Germania                                                                | 2 – 2                                                                   | Camerun                                                                 | Amichevole                                                              | -2                                                                      |                                                                         |
| 6-6-2014                                                                | Magonza                                                                 | Germania                                                                | 6 – 1                                                                   | Armenia                                                                 | Amichevole                                                              | -1                                                                      |                                                                         |
| 3-9-2014                                                                | Düsseldorf                                                              | Germania                                                                | 2 – 4                                                                   | Argentina                                                               | Amichevole                                                              | -2                                                                      |                                                                         |
| 13-6-2015                                                               | Faro                                                                    | Gibilterra                                                              | 0 – 7                                                                   | Germania                                                                | Qual. Euro 2016                                                         | -                                                                       |                                                                         |
| Totale                                                                  |                                                                         | Presenze                                                                | 5                                                                       |                                                                         | Reti                                                                    | -5                                                                      |                                                                         |

## Palmarès

### Club
- Campionato tedesco: 2

Borussia Dortmund: 2010-2011, 2011-2012
- Coppa di Germania: 2

Borussia Dortmund: 2011-2012, 2016-2017
- Supercoppa di Germania: 2

Borussia Dortmund: 2013, 2014

### Nazionale
- Campionato mondiale: 1

Brasile 2014